# هيرو
هيرو (باليابانية: 若林 康宏) هو مصور أمريكي، ولد في 3 نوفمبر 1930 في شانغهاي في الصين.